# Nelsonia neotomodon
Nelsonia neotomodon — вид рода хомячков Nelsonia из подсемейства неотомовых хомяков (Neotominae), обитающий в Мексике.

## Описание
Длина тела взрослых особей достигает  118—121 мм, длина хвоста от 109 до 117 мм, масса от 43 до 55 г. этот вид является мелким представителем подсемейства Neotominae. Его стопы имеют длину от 25 до 30 мм, длина ушных раковин варьирует от 23 до 25 мм. Благодаря светло-коричневому меху с коричным оттенком, этот вид сверху светлее, чем Nelsonia goldmani. В отличие от этого вида, у Nelsonia neotomodon хвост темный сверху и светлый снизу. Задние лапы и кончик хвоста часто белые.

## Распространение
Ареал этого вида находится в южной части гор Западных Сьерра-Мадре. Он простирается от юга мексиканского штата Дуранго до севера штатов Агуаскальентес и Халиско. Nelsonia neotomodon обитает на высотах от 2225 до 2985 метров над уровнем моря. Местообитания Nelsonia neotomodon  прохладные и влажные леса, где преобладают хвойные деревья, такие как сосна и пихта, и лиственные деревья, такие как дуб и тополь. Для этого региона характерны крутые склоны и ущелья.

## Образ жизни
Предполагается, что Nelsonia neotomodon ведёт ночной образ жизни. Большинство экземпляров было поймано на поверхности земли. У некоторых особей в желудке были найдены зеленые части растений, предположительно сосновые иголки.

## Природоохранный статус
Интенсивные рубки лесов могут привести к тому, что в ближайшем будущем этот вид будет занесен в список МСОП как «находящийся под угрозой исчезновения». Он занесен в Красный список исчезающих видов 2017 года как «вызывающий наименьшее беспокойство».